# Allobates amissibilis
Allobates amissibilis Kok, Hölting & Ernst, 2013 è un anfibio anuro appartenente alla famiglia degli Aromobatidi.

## Etimologia
Il nome specifico è considerato un nome in apposizione e deriva dalla parola ecclesiastica latina
amissibilis che significa letteralmente "che può essere perso", in riferimento alle minacce che queste specie potenzialmente molto limitate possono affrontare nel prossimo futuro a seguito di un aumento della pressione antropica a causa dell'attrattiva estetica della località dove si trova.

## Distribuzione e habitat
È endemica del Guyana, si trova tra i 160 e i 950 metri di altitudine sui Monti Iwokrama.